# ADN-polymérase gamma
 (janvier 2018).
Si vous disposez d'ouvrages ou d'articles de référence ou si vous connaissez des sites web de qualité traitant du thème abordé ici, merci de compléter l'article en donnant les références utiles à sa vérifiabilité et en les liant à la section « Notes et références ».
L'ADN-polymérase gamma, aussi appelé dérivé par oxydoréduction de l'ADN-polymérase bêta est une enzyme mitochondriale indispensable dans la réplication et la réparation de l'ADN mitochondrial. C'est la seule polymérase présente dans les mitochondries des cellules eucaryotes, sauf chez les trypanosomes.
Elle est présente dans quelques cellules, notamment celles du cristallin. Cette enzyme permet le transit de pore nucléaire vers l’extérieur du cristallin et permet ainsi de rendre les cellules opaques. C'est le degré I de réduction oxygénée mais dans les cellules on atteint le degré IV, aussi appelé ADN-polymérase delta, puis epsilon.